# Divisions administratives de Riga
La ville de Riga capitale de la Lettonie est formés de six divisions administratives. 

## Divisions officielles
Trois divisions ont été établies le 1er septembre 1941, et les trois autres en octobre 1969.
Les six divisions officielles sont:
| Subdivision         | Superficie | Population 2010 | Population 2017 | Carte | Carte |
| ------------------- | ---------- | --------------- | --------------- | ----- | ----- |
| District central    | 3 km2      | 26 466          | 23 870          |       |       |
| District de Kurzeme | 79 km2     | 134 817         | 126 130         |       |       |
| Banlieue de Latgale | 50 km2     | 197 166         | 178 900         |       |       |
| District du Nord    | 77 km2     | 81 972          | 77 802          |       |       |
| Banlieue de Vidzeme | 57 km2     | 173 124         | 175 216         |       |       |
| Banlieue de Zemgale | 41 km2     | 106 068         | 101 693         |       |       |

## Divisions officieuses
Le conseil municipal de Riga a défini des subdivisions officieuses nommées voisinages,.